# Aleksander Kan
Aleksandr Kan, född 31 oktober 1925 i Moskva, död 22 januari 2017, var rysk-svensk historiker, professor vid Uppsala och Oslo universitet.
Aleksander Kan föddes i Moskva och utbildade sig till historiker, specialiserad på Skandinaviens historia. Han skrev många  böcker i ämnet. Kan flyttade med familj till Sverige 1987 och var svensk medborgare sedan 1992.